# Ludwig Drescher
Ludwig Drescher (født 21. juli 1881 i Sønderborg (daværende Tyskland), død 14 juli 1917 i København) var en dansk fodboldspiller (målmand). Han spillede fire kampe for Danmarks fodboldlandshold, og var med til at vinde en sølvmedalje under de olympiske lege i 1908. Han spillede hele sin seniorkarriere hos Kjøbenhavns Boldklub (KB), med hvem han i 1913 vandt det danske fodboldmesterskab.
Drescher var født i Sønderborg, som dengang hørte under det tyske kejserrige, men som syv-årig flyttede han og familien til Danmark. Han deltog trods at han stadig var tysk statsborger i Danmarks første officielle landskamp ved OL 1908 i London. Han spillede alle tre kampe i den olympiske fodboldturnering i 1908, hvor Danmark vandt sølvmedaljer. Han spillede sin fjerde og sidste landskamp i maj 1910 hvor Danmark spillede sin første landskamp på hjemmebane. Kampen blev afviklet på Frederiksberg nærmere betegnet på Sankt Markus Allé dér hvor Forum ligger i dag. Modstanderen var England, og danskerne vandt med 2-1.
Han havde været aktuel i OL-sammenhæng allerede ved de olympiske mellemlege 1906, men han havde sammen med brødrene Kristian og Einar Middelboe karantæne, efter at Drescher havde meldt afbud til nogle internationale kampe i protest mod udtagelserne. DBU idømte alle tre et års karantæne. I protest mod afgørelsen stillede KB ikke op for DBU 1905/06.
Drescher blev dansk statsborger 26. februar 1910. Han havde da boet i Danmark siden 1888.
Drescher blev dog atter udtaget til det danske fodboldlandshold, der deltog ved OL 1912 i Stockholm, men da Sophus Hansen havde overtaget rollen som førstemålmand, kom han ikke på banen og spillede og modtog derfor efter datidens regler ikke nogen medalje, selvom Danmark også i 1912 vandt sølvmedaljer i den olympiske fodboldturnering.
Ludwig Drescher som i det civile var maskinkonduktør og senere fabrikant døde af lungebetændelse sommeren 1917 i en alder af kun 36 år.

## Eksterne links
- Ludwig Dreschers profil på Olympics.com (engelsk)
- Ludwig Dreschers profil hos databaseOlympics.com (arkiveret) (engelsk)
- Ludwig Dreschers profil på Sports-Reference OL-resultater (arkiveret) (engelsk)
- Ludwig Dreschers profil på Olympedia (engelsk)
- Ludwig Dreschers spillerprofil hos FIFA (engelsk)
- Ludwig Dreschers spillerprofil i DBU's Landsholdsdatabase
- Ludwig Dreschers profil hos EU-football.info (engelsk)
- Ludwig Dreschers spillerprofil på Transfermarkt (engelsk)
- Ludwig Dreschers profil på WorldFootball.net (engelsk)
- Ludwig Dreschers profil hos FootballDatabase.eu (engelsk)
- Database Olympics profil
- B93s spillerprofiler